# Bárcena de Carriedo
Bárcena de Carriedo es una pedanía perteneciente al municipio de Villacarriedo, comunidad autónoma de Cantabria, en  España. Cuenta con una población de 199 habitantes (2008). Se sitúa a 168 metros sobre el nivel del mar. Junto a su iglesia parroquial destaca un enorme y longevo roble.
En 1821 se constituyó en ayuntamiento, pero en 1835 se unió a Santibáñez formando el municipio de Villacarriedo.